# Colônia de Caiena e Guiana
Colônia (português brasileiro) ou Colónia (português europeu) de Caiena e Guiana foi uma unidade administrativa da América portuguesa. A invasão do território atualmente denominado Guiana Francesa ocorre no contexto da Guerra Peninsular, quando o então Príncipe-Regente João, em represália pela 1ª invasão francesa de Portugal (1807), ordenou a invasão deste território em 1809.

## A invasão
A invasão da Guiana Francesa foi uma operação militar conjunta por uma força expedicionária anglo-portuguesa contra Caiena, capital da colônia sul-americana francesa em 1809, durante as Guerras Napoleônicas. A operação fez parte de uma série de ataques contra territórios mantidos pela França na América em 1809; devido a compromissos em outros lugares, a Marinha Real Britânica não conseguiu enviar forças substanciais para atacar o porto fluvial fortificado. Em vez disso, os recursos foram direcionados para o governo Português, que tinha sido expulsos de Portugal no ano anterior durante a Guerra Peninsular e havia transferido sua sede para o Brasil. Em troca do fornecimento de tropas e meios de transporte para a operação, os ingleses garantiram apoiar e reconhecer a soberania portuguesa sobre a Guiana Francesa.
Um dos objetivos estratégicos da campanha era redefinir a fronteira do Estado do Brasil com a Guiana Francesa de acordo com o Tratado de Utrecht (1713), devolvendo-a ao rio Oiapoque, anulando o estabelecido nos tratados de Paris (1797), Badajoz e Madrid (1801) e mesmo em Amiens (1802).
A contribuição britânica foi pequena, tendo enviado somente o navio de guerra HMS Confiance (1808). Confiance, porém, tinha uma equipe altamente eficaz e um capitão experiente, James Lucas Yeo, que foi o comandante de toda a expedição. O contingente Português mais substancial consistia de 700 soldados regulares do exército, liderados pelo tenente-general Manuel Marques e 550 soldados regulares da infantaria naval da Marinha colonial do Brasil e vários navios de guerra para agir como transportes e prestar apoio de artilharia em mar.

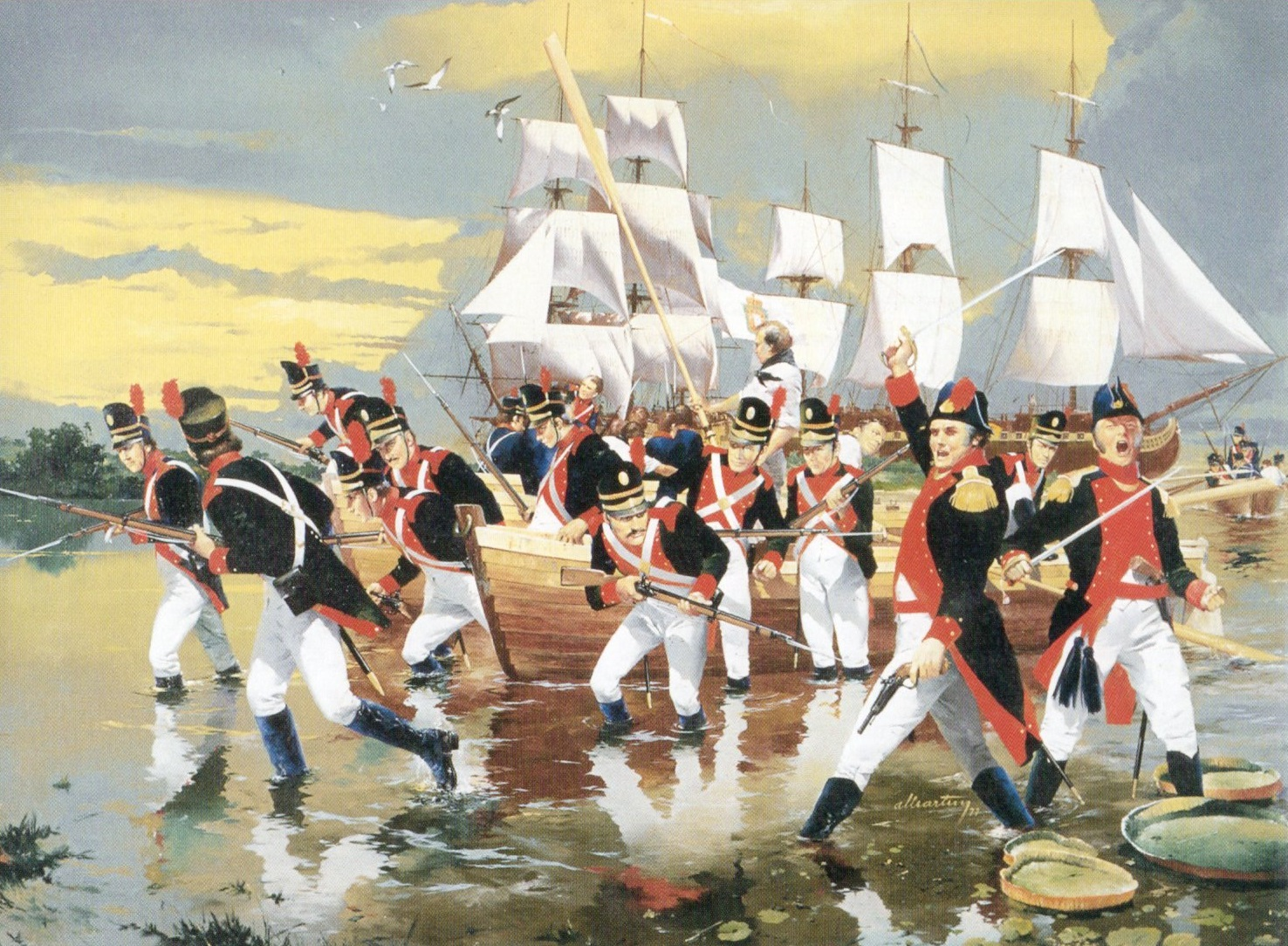
Desembarque em Caiena, 1809 (óleo sobre tela de Álvaro Martins).

Por terra foram enviados 700 homens vindos do Pará comandados pelo tenente-general Manuel Marques, enquanto que pelo mar eram apoiados pela esquadra da Marinha Real Britânica, comandada por James Lucas Yeo, chefe das forças navais, a bordo da fragata Confiance com 26 peças de artilharia, enviada do Rio de Janeiro, junto com os brigues Voador (com 18 peças, comandado por José Antônio Salgado) e Infante Pedro (com 18 peças comandada por Luís da Cunha Moreira), a escuna General Magalhães com 12 peças e os cúteres Vingança e Leão, comandados pelo tenente Manuel Luís de Melo.  Os fuzileiros-marinheiros estavam sob o comando de Luís da Cunha Moreira, mais tarde visconde de Cabo Frio e primeiro ministro da Marinha do Brasil.
Os defensores franceses foram enfraquecidos por anos de bloqueio e só conseguiram reunir 400 da infantaria regular e 800 da milícia não confiável, formado em parte da população negra livre do território. Como uma resistência o resultado foi inconsistente e apesar das fortificações fortes de Caiena, o território caiu dentro de uma semana.
O primeiro combate foi travado em 15 de dezembro, às margens do rio Aproak, duas embarcações francesas foram apreendidas. Algumas semanas depois as tropas inglesas e portuguesas partiram para conquistar as principais fortificações francesas no rio Maroni.
A tropa sitiou a capital, Caiena, cujo governador Victor Hughes se rendeu sem resistência, em 12 de janeiro de 1809, assinando em Bourda a rendição. A Guiana passou a ser administrada por João Severiano Maciel da Costa, depois marquês de Queluz, com a designação de Colônia de Caiena e Guiana.
Este conflito é considerado como "batismo de fogo" do Corpo de Fuzileiros Navais da Marinha.

## La Gabriele e os jardins botânicos brasileiros
Havia, na região de Caiena, um famoso complexo agrícola mantido pela coroa francesa, formado pela Habitation Royale des Épiceries, mais conhecida como La Gabriele, pela Habitation de Mont‑Baduel, pela Habitation Tilsit e pela Fábrica de Madeiras de Nancibo, eram  os principais exemplos de estabelecimentos coloniais na Guiana, em extensão, produtividade e número de escravos.
A posse de La Gabriele se tornariam um dos maiores benefícios obtidos pelos portugueses com a anexação de uma colônia tão conturbada. Além de ser uma das principais fontes de renda da colônia, reunia todas as espécies vegetais almejadas pelos portugueses. Em abril de 1809, Rodrigo de Sousa Coutinho, responsável pelos hortos brasileiros, mandou o governador da capitania do Grão-Pará providenciar o transporte, de Caiena para Belém e para outros domínios, "da maior quantidade possível de todas as árvores de especiaria". Juntamente com elas, deveriam seguir "hábeis jardineiros", desde que não fossem "contaminados da ideologia liberal". No mesmo mês, nova ordem determinava a transferência das plantas do jardim paraense para o Rio de Janeiro, lembrando que a procura de "todo o gênero de culturas" era o "ponto mais essencial para o Brasil" naquele momento. Foi o administrador francês de La Gabriele, Joseph Martin, quem assinou a lista de plantas e as instruções para o plantio, no total, de 82 espécies embarcadas em seis caixas.
Durante a ocupação portuguesa foram enviadas para o Brasil diversas especiarias e frutos, como noz moscada, cravo-da-índia, fruta-pão, além de mudas de nogueira, camboeira, abacateiro e da cana caiena, muito superior à cana-de-açúcar cultivada então no Brasil. Esta coleção seria um dos precursores da criação do Jardim Botânico do Rio de Janeiro.

## Devolução do território

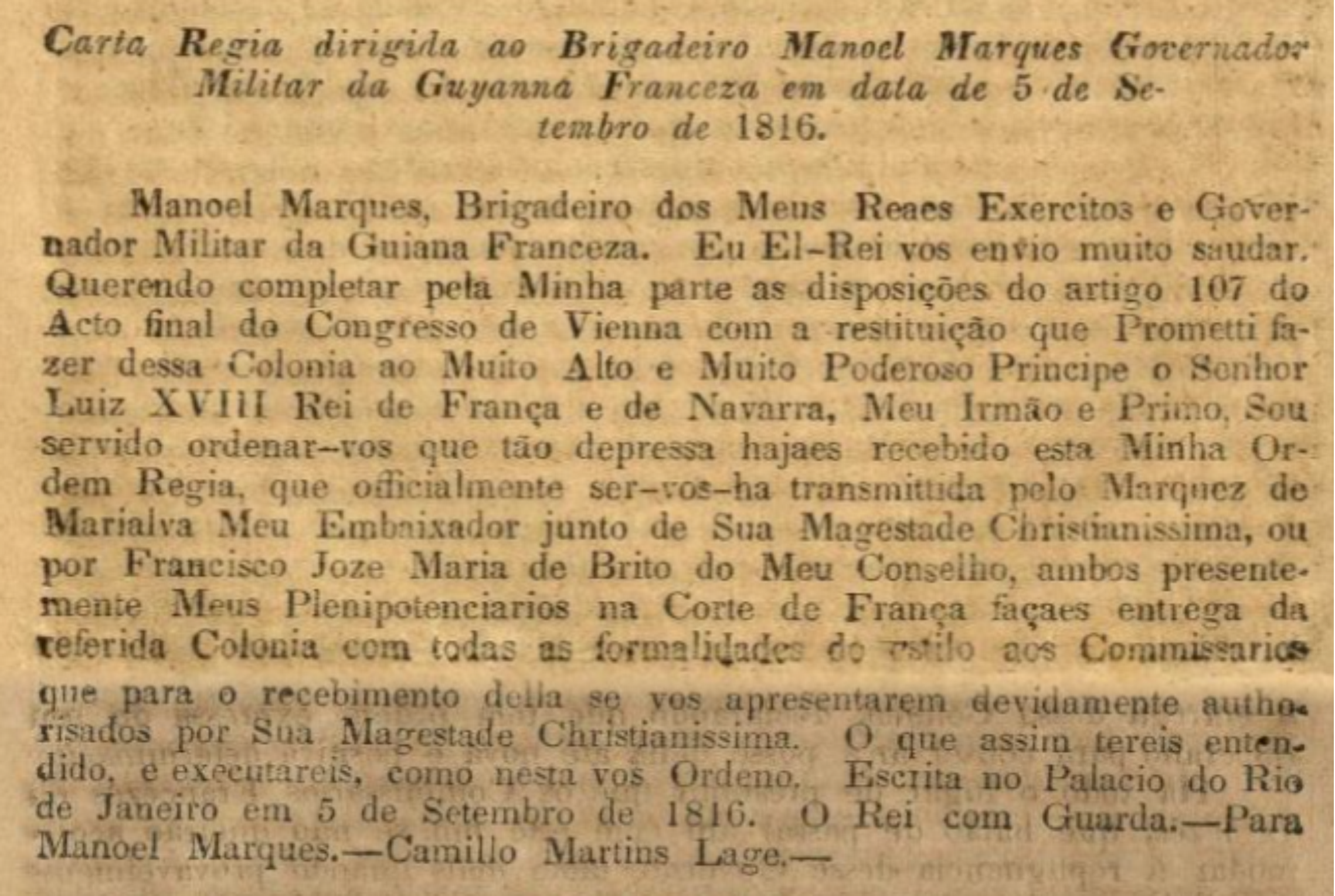
Documento em que Dom João VI instrui sua base militar no território para devolver a Guiana para a França, 1816.

Em 1814, com a derrota de Napoleão, a posse da colônia voltou a ser reivindicada pelo governo francês, agora sob o domínio de Luís XVIII. Porém os termos da proposta francesa não foram aceitos pelo príncipe regente João e a questão passou a ser discutida pelo Congresso de Viena no ano seguinte. Nessas negociações, a França concordou em recuar os limites de sua colônia até a divisa proposta pelo governo, fixando a fronteira entre os dois territórios.
Entretanto, somente em 21 de novembro de 1817, como resultado do Congresso de Viena, os portugueses deixaram Caiena com a assinatura de um convênio entre a França e o novo Reino Unido de Portugal, Brasil e Algarves.
João Severiano passou o governo ao conde Carra de Saint-Cyr, general de Luís XVIII.